# 真野田陽一
真野田 陽一（、1935年（昭和10年）10月6日 - ）は日本の特撮映画の撮影監督。東京都出身。

## 経歴
円谷特技研究所の一員として円谷英二に師事。1953年に東宝に入社し、特撮映画の撮影助手として活動。有川貞昌、富岡素敬に次ぐサードカメラマンを務めた。特撮監督（特技監督）となった有川に代わって、1967年に撮影監督に昇進。1969年には特撮監督となり、1971年よりテレビ映画の特撮監督が仕事の中心になる。テレビ映画ではプロデューサーを勤めたこともあった。

## 人物
真野田の一家は円谷家の近所に住んでいて家族ぐるみの付き合いがあり、東宝への入社も親が円谷に申し出たためであった。
有川貞昌によれば、『ゴジラ』の撮影時に真野田がカメラのモーターの回転数を上げるのを忘れてしまったが、結果としてコマ落としのような効果となり、次作『ゴジラの逆襲』以降では定番手法となったという。

## 代表作

### 映画
| 公開年月日     | 作品名                                     | 制作（配給）                                 | 役職           |
| -------------- | ------------------------------------------ | -------------------------------------------- | -------------- |
| 1953年10月21日 | 太平洋の鷲                                 | 東宝                                         | 撮影助手       |
| 1954年2月10日  | さらばラバウル                             | 東宝                                         | 撮影助手       |
| 1954年11月3日  | ゴジラ                                     | 東宝                                         | 撮影助手       |
| 1954年12月29日 | 透明人間                                   | 東宝                                         | 撮影助手       |
| 1955年4月24日  | ゴジラの逆襲                               | 東宝                                         | 撮影助手       |
| 1955年8月14日  | 獣人雪男                                   | 東宝                                         | 撮影助手       |
| 1956年6月22日  | 白夫人の妖恋                               | 東宝                                         | 撮影助手       |
| 1956年12月26日 | 空の大怪獣ラドン                           | 東宝                                         | 撮影助手       |
| 1957年12月28日 | 地球防衛軍                                 | 東宝                                         | 撮影助手       |
| 1958年6月24日  | 美女と液体人間                             | 東宝                                         | 撮影助手       |
| 1958年10月14日 | 大怪獣バラン                               | 東宝                                         | 撮影助手       |
| 1959年4月19日  | 孫悟空                                     | 東宝                                         | 撮影助手       |
| 1959年7月5日   | 潜水艦イ-57降伏せず                        | 東宝                                         | 撮影助手       |
| 1959年10月25日 | 日本誕生                                   | 東宝                                         | 撮影助手       |
| 1959年12月26日 | 宇宙大戦争                                 | 東宝                                         | 撮影助手       |
| 1960年4月10日  | 電送人間                                   | 東宝                                         | 撮影助手       |
| 1960年4月26日  | ハワイ・ミッドウェイ大海空戦 太平洋の嵐    | 東宝                                         | 撮影助手       |
| 1960年12月11日 | ガス人間第一号                             | 東宝                                         | 撮影助手       |
| 1961年1月3日   | 大坂城物語                                 | 東宝                                         | 撮影助手       |
| 1961年7月30日  | モスラ                                     | 東宝                                         | 撮影助手       |
| 1961年8月13日  | 紅の海                                     | 東宝                                         | 撮影助手       |
| 1961年9月17日  | ゲンと不動明王                             | 東宝                                         | 撮影助手       |
| 1961年10月8日  | 世界大戦争                                 | 東宝                                         | 撮影助手       |
| 1962年3月21日  | 妖星ゴラス                                 | 東宝                                         | 撮影助手       |
| 1962年3月21日  | 紅の空                                     | 東宝                                         | 撮影助手       |
| 1962年8月11日  | キングコング対ゴジラ                       | 東宝                                         | 撮影助手       |
| 1963年1月3日   | 太平洋の翼                                 | 東宝                                         | 撮影助手       |
| 1963年5月29日  | 青島要塞爆撃命令                           | 東宝                                         | 撮影助手       |
| 1963年8月11日  | マタンゴ                                   | 東宝                                         | 撮影助手       |
| 1963年10月26日 | 大盗賊                                     | 東宝                                         | 撮影助手       |
| 1963年12月22日 | 海底軍艦                                   | 東宝                                         | 撮影助手       |
| 1964年1月13日  | 士魂魔道 大龍巻                            | 宝塚映画 （東宝）                            | 撮影助手       |
| 1964年4月29日  | モスラ対ゴジラ                             | 東宝                                         | 撮影助手       |
| 1964年8月11日  | 宇宙大怪獣ドゴラ                           | 東宝                                         | 撮影助手       |
| 1964年12月20日 | 三大怪獣 地球最大の決戦                    | 東宝                                         | 撮影助手       |
| 1965年6月19日  | 太平洋奇跡の作戦 キスカ                    | 東宝                                         | 撮影助手       |
| 1965年8月8日   | フランケンシュタイン対地底怪獣             | 東宝 ベネディクト･プロダクション （東宝）    | 撮影助手       |
| 1965年10月31日 | 大冒険                                     | 東宝 渡辺プロダクション （東宝）             | 撮影助手       |
| 1965年12月19日 | 怪獣大戦争                                 | 東宝                                         | 撮影助手       |
| 1966年7月13日  | ゼロ・ファイター 大空戦                    | 東宝                                         | 撮影助手       |
| 1966年7月31日  | フランケンシュタインの怪獣 サンダ対ガイラ  | 東宝 ベネディクト･プロダクション （東宝）    | 撮影助手       |
| 1966年12月17日 | ゴジラ・エビラ・モスラ 南海の大決闘        | 東宝                                         | 撮影           |
| 1967年7月22日  | キングコングの逆襲                         | 東宝 ランキン・バス・プロダクション （東宝） | 撮影           |
| 1967年12月16日 | 怪獣島の決戦 ゴジラの息子                  | 東宝                                         | 撮影           |
| 1968年8月1日   | 怪獣総進撃                                 | 東宝                                         | 撮影           |
| 1968年8月14日  | 連合艦隊司令長官 山本五十六                | 東宝                                         | 撮影           |
| 1969年4月29日  | クレージーの大爆発                         | 東宝 渡辺プロダクション （東宝）             | 撮影           |
| 1969年7月26日  | 緯度0大作戦                                | 東宝 ドン・シャーププロ （東宝）             | 撮影           |
| 1969年8月13日  | 日本海大海戦                               | 東宝                                         | 撮影           |
| 1969年12月20日 | ゴジラ・ミニラ・ガバラ オール怪獣大進撃    | 東宝                                         | 撮影助手       |
| 1969年12月20日 | コント55号 宇宙大冒険                      | 東宝                                         | 特殊技術、撮影 |
| 1970年8月1日   | ゲゾラ・ガニメ・カメーバ 決戦!南海の大怪獣 | 東宝                                         | 撮影           |
| 1971年7月24日  | ゴジラ対ヘドラ                             | 東宝                                         | 撮影監督       |

### テレビ
※全て特技監督
- 1971年 - 1972年 帰ってきたウルトラマン [注釈 2]
- 1971年 - 1972年 ミラーマン [注釈 2]
- 1973年 ジャンボーグA
- 1973年 - 1974年 ダイヤモンド・アイ
- 1976年 - 1977年 円盤戦争バンキッド
- 1979年 メガロマン [注釈 3]
- 1980年 恐怖の人喰い鱶 鱶女